# Ẩm thực Philippines

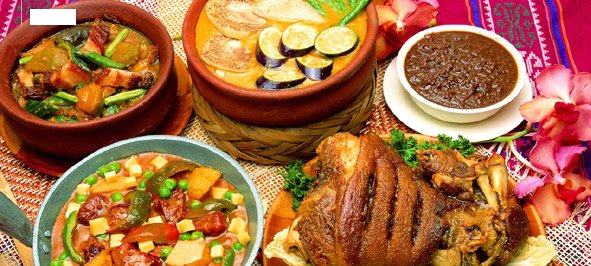
Ẩm thực Philippines

Ẩm thực Philippines bao gồm các món ăn, phương pháp chế biến và phong tục ăn uống ở Philippines. Phong cách ẩm thực với các món ăn đặc trưng của nó đã được phát triển qua nhiều thế kỷ trong nhóm người Nam Đảo, sau đó được hòa trộn với các trường phái ẩm thực khác đến từ Tây Ban Nha/Bồ Đào Nha, Trung Quốc, Mỹ và các nước châu Á khác, có thay đổi cho phù hợp với khẩu vị và nguyên liệu địa phương. Ẩm thực xứ Phi Luật Tân được ví von là "Đông-Tây hội ngộ" (East meets West)
Có cả các món ăn đơn giản như một bữa ăn với cơm và cá khô muối, cũng như các món phức tạp, ví dụ như món paella và cozido được làm dành cho các kỳ lễ. Các món ăn nổi tiếng gồm có: lechon (thịt lợn nướng nguyên con), longganisa (xúc xích Philippines, tapa (thịt bò muối), torta (trứng ốp lết), Adobong (gà hoặc lợn rim với tỏi, giấm, dầu ăn, và nước tương, nấu cho đến khi cạn nước), kaldereta (thịt sốt cà chua), mechado (bò rán mỡ lợn, nấu nước tương, sốt cà chua), puchero (bò nấu chuối sốt cà chua), afritada (gà hoặc lợn ninh nhỏ lửa nấu với rau, sốt cà chua), kare-kare (đuôi bò và rau sốt đậu phộng), pata giòn (giò heo xào), hamonado (thịt lợn ngọt sốt dứa), sinigang (thịt và hải sản nấu nước chua), pancit (mì) và lumpia (chả giò hoặc gỏi cuốn).

## Lịch sử và những tiếp thu
Trước thời kỳ thực dân Tây Ban Nha, người Nam Đảo nấu ăn bằng cách luộc, hấp và nướng. Các món ăn bao gồm những món làm từ vật nuôi như kalabaw (trâu nước), baka (bò cái), manok (gà) và baboy (lợn) đến nhiều loại cá và hải sản. Ở một số nơi, chủng loại thịt còn đa dạng hơn, bao gồm cả kỳ đà (tiếng Anh: monitor lizard), rắn và châu chấu. Người Philippines đã trồng lúa từ khoảng năm 3200 trước Công nguyên, thời điểm mà những nhóm tổ tiên người Nam Đảo di cư từ các cao nguyên Vân Nam, Trung Quốc và Đài Loan sang Philippines. Họ mang theo nghề trồng lúa và nhiều truyền thống khác mà vẫn con được gìn giữ cho tới nay. Hoạt động thương mại với các nước châu Á khác đã mang đến cho ẩm thực Philippines nhiều loại gia vị cơ bản như toyo (nước tương) và patis (nước mắm), cũng như là phương pháp xào thực phẩm và làm các nước chấm mặn. Giấm và các loại gia vị cũng được dùng để tồn trữ thực phẩm.
Những người Tây Ban Nha di cư đến Philippines đã mang đến các sản phẩm của châu Mỹ như ớt, cà chua, ngô, khoai tây và cách sauté (xào với lửa lớn) với hành tỏi. Ớt được dùng nhiều ở Philippines hơn là ở các nước Đông Nam Á khác, và lá ớt cũng được dùng như là một loại rau nêm, đây là điểm khác biệt so với các quốc gia láng giềng. Sau đó, các món ăn Tây Ban Nha và México được ẩm thực Philippines tiếp nhận ở mức độ phức tạp hơn với các món ăn dùng cho các dịp lễ. Một số món như arroz a la valencia giữ nguyên hương vị gốc khi được nấu tại Philippines. Các món khác đã được thay đổi cho phù hợp hoặc ít nhiều mang ý nghĩa khác. Arroz a la cubana làm ở Philippines thường có cả bò xay picadillo. Phiên bản món Tây Ban Nha longganisa của Philippines lại giống với một món khác là chorizo. Morcon lại là món bò cuộn chứ không giống với đặc sản xúc xích tròn và béo của Tây Ban Nha.
Dù người Trung Hoa đã có mặt ở Philippines trước thời kỳ Tây Ban Nha, nhưng dân số nhóm người Hoa này chỉ gia tăng nhanh chóng sau khi người Tây Ban Nha thiết lập được sự thống trị ở Philippines. Ẩm thực Trung Quốc nở rộ từ thế kỷ 19 với các quán mì (panciteria) dù thường được quảng cáo với những cái tên Tây Ban Nha. Ảnh hưởng từ ẩm thực thực Trung Hoa (comida China) gồm arroz caldo (cháo), morisqueta tostada (một từ cũ để chỉ sinangag- cơm chiên và chop suey (rau xào thập cẩm).
Ngày nay, ẩm thực Philippines tiếp tục phát triển thêm nhiều phương pháp nấu nướng, trường phái ẩm thực và nhiều nguyên liệu khác vẫn tiếp tục được đưa vào nước này. Các món truyền thống dù đơn giản hay phức tạp, dù có nguồn gốc bản địa hay nước ngoài ngày nay lại trở thành món ăn ngon được phổ biến khắp các nước và được xem là món ăn nhanh.

## Đặc trưng

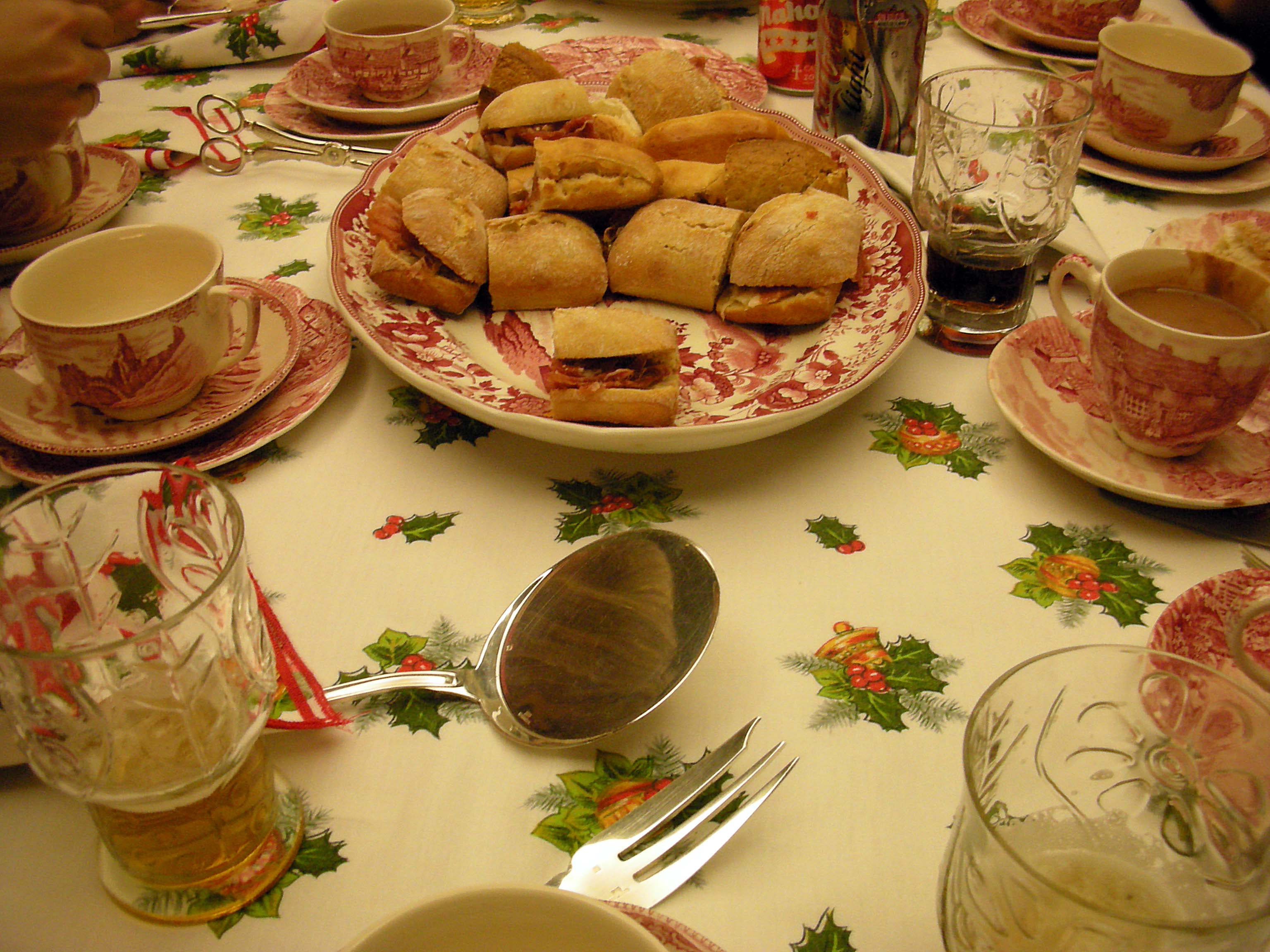

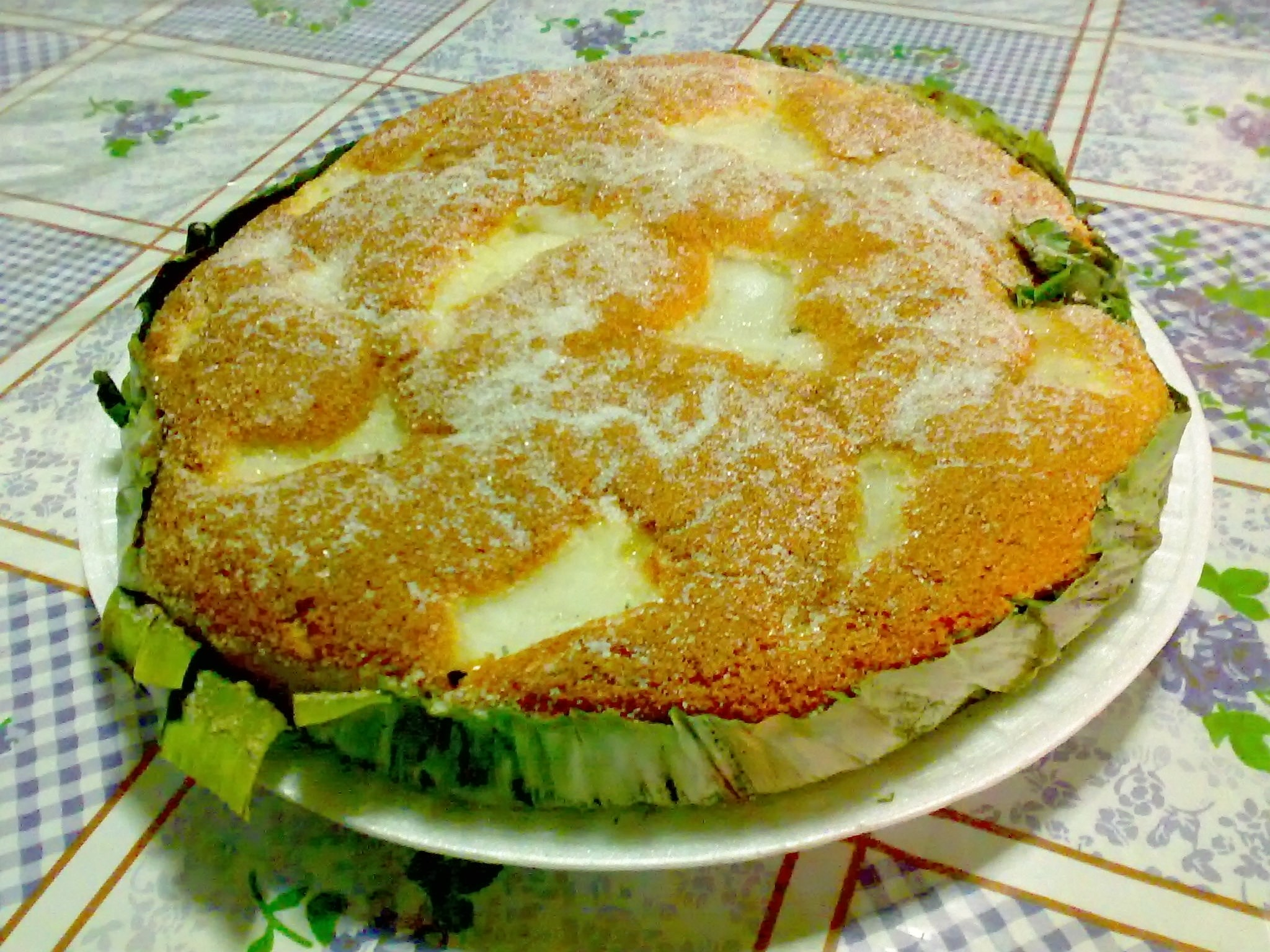
bibingka

Món ăn Philippines có đặc trưng là sự kết hợp chặt chẽ giữa vị mặn (alat), chua (asim) và ngọt (tamis). Đối với ẩm thực các nước châu Á khác, không có quy tắc rõ rệt về thứ tự bày biện các món ăn, còn đối với ẩm thực Philippines, tất cả các món đều được dọn một lần cùng lúc. Vị bổ trợ nhau là một nguyên tắc trong ẩm thực Philippines, đó là các nguyên liệu ngọt thì phải đi với các nguyên liệu mặn, cuối cùng sẽ đạt kết quả hài hòa vừa miệng rất đáng ngạc nhiên. 
Ví dụ như champorado (cháo ngọt nấu với lá ca cao thường được ăn với tuyo (cá muối khô); dinuguan (tiết và lòng lợn nấu mặn) đi với puto (bánh gạo hấp ngọt); cách dùng phô mai có muối trong bánh ngọt (ví dụ: bibingka và puto) và trong kem. Giấm là một nguyên liệu được sử dụng nhiều. Món ăn Adobo nổi tiếng không phải vì tính đơn giản, dễ nấu mà vì có thể trữ nó trong nhiều ngày mà không hư, hơn nữa là sau khi trữ 1-2 ngày, món này còn trở nên ngon hơn. Các món tinapa là cá hun khói, còn tuyo, daing và dangit là cá khô tẩm ngô nổi tiếng vì chúng có thể để được trong nhiều tuần mà không hư, ngay cả khi không để trong tủ lạnh.
Theo truyền thống ở Philippines, nấu nướng và ăn uống là các hoạt động thường ngày và mang tính cộng đồng xung quanh bếp ăn gia đình. Theo truyền thống, người Philippines ăn ba bữa một ngày: agahan hay là almusal (bữa sáng), tanghalían (bữa trưa) và hupunan (bữa tối) cộng với bữa xế gọi là meriénda (còn gọi là minandál hoặc minindál). Bữa xế ăn bình thường. Bữa tối dù là bữa chính nhưng vẫn ít hơn so với các nước khác. Thường thì hoặc là bữa sáng hoặc là bữa trưa ăn nhiều nhất. 
Thức ăn được dọn hết ra một lần chứ không theo thứ tự. Không giống các nước châu Á khác, người Philippines không ăn đũa. Vì ảnh hưởng phương Tây, họ dùng nĩa, dao, thìa; bộ đôi đồ dùng cho ăn uống là thìa nĩa chứ không phải dao nĩa như ở phương Tây. Cách ăn uống truyền thống là ăn bằng tay, đặc biệt là với các món khô như inihaw hay prito. Người ăn sẽ nếm món chính trước rồi vò cơm ăn. Cách ăn này gọi là kamayan, ít gặp ở các khu thành thị. Tuy nhiên, người Philippines thường ăn theo cách này vào các chuyến du lịch ra ngoài thành phố, các kỳ nghỉ đến các bãi biển hoặc những dịp lễ hội ở thành phố.

## Món ăn phổ biến

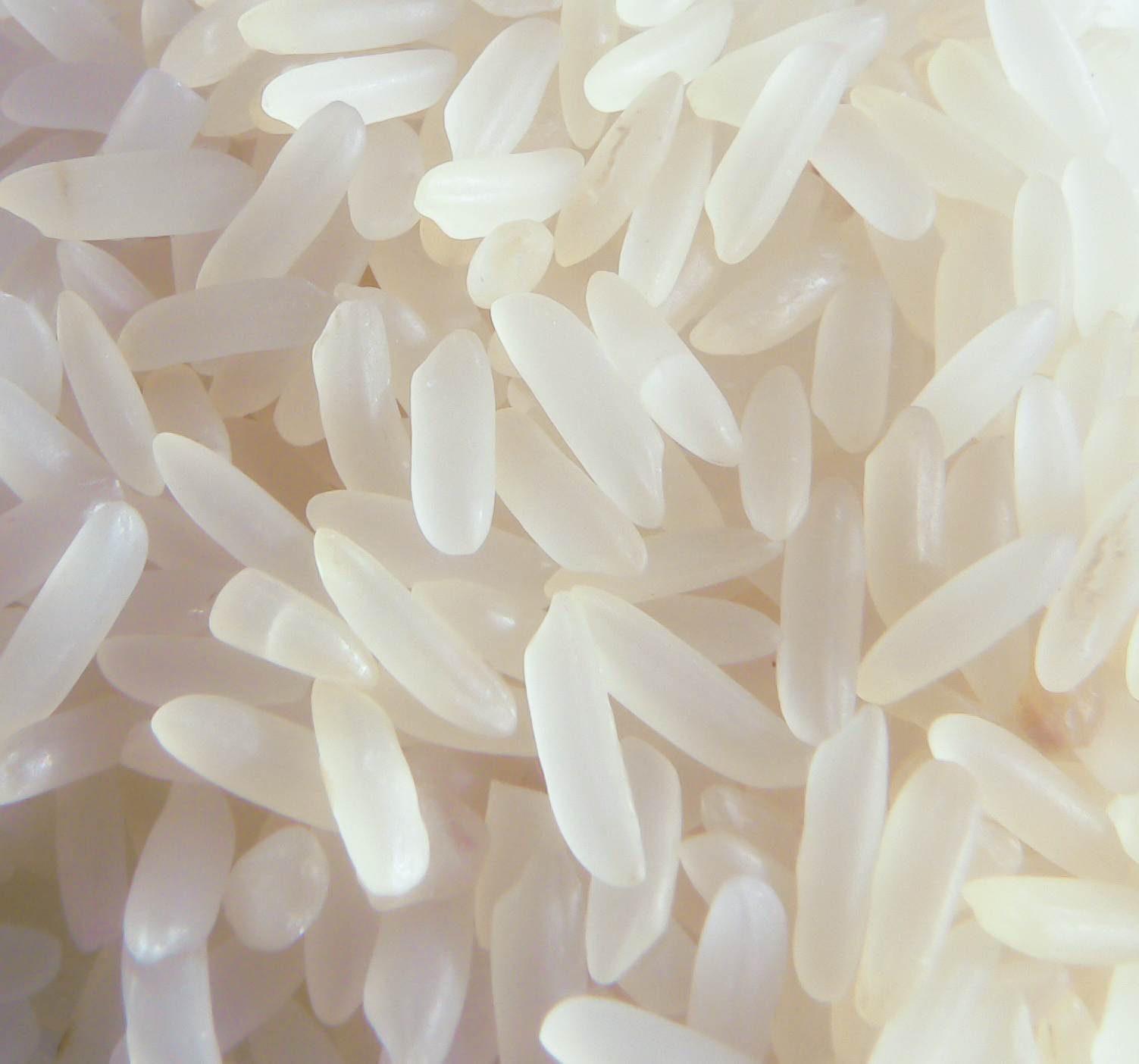
Gạo là lương thực chính của Philippines

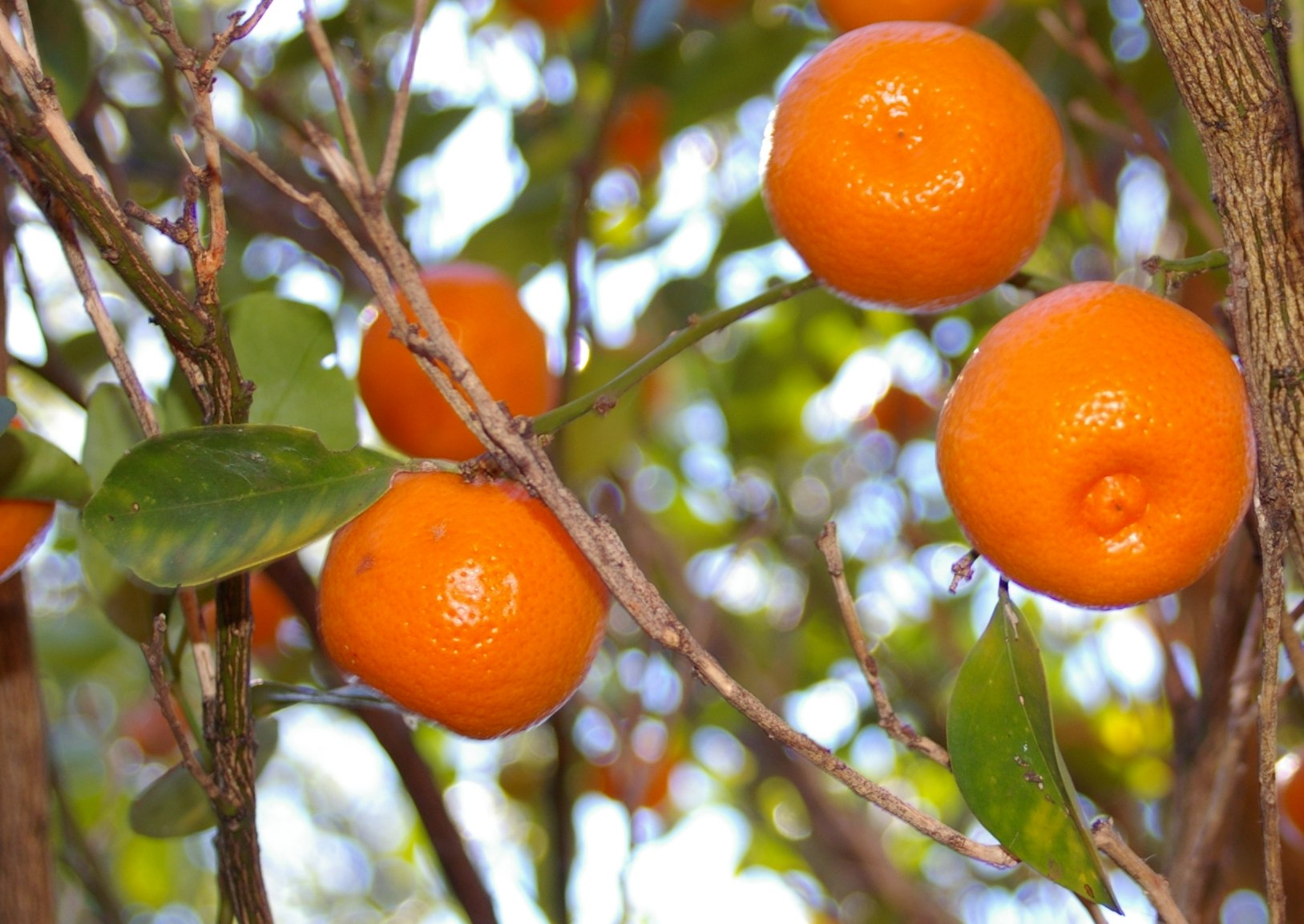
Quất

Như hầu hết các nước châu Á, lương thực chính của Phillipines là gạo. Gạo được nấu lên và ăn trong các bữa cơm. Số cơm còn dư sau các bữa ăn thường được chiên với tỏi để làm sinangag, là một món ăn sáng với trứng chiên và các loại thịt muối hoặc xúc xích. Cơm thường được ăn với nước sốt hoặc nước dùng của các món chính. Ở nhiều vùng, cơm được trộn với muối, sữa đặc có đường, ca cao hoặc cà phê. Bột gạo được dùng để làm các món ngọt, bánh bông lan và các loại bánh khác. Ngoài gạo là lương thực chính, bánh mì cũng là một loại thực phẩm chủ lực.
Nhiều loại trái cây và rau cũng được dùng trong nấu nướng. Chuối (có loại chuối Saba), quất (kalamansi), ổi (bayabas), xoài, đu đủ và thơm mang đến hương vị nhiệt đới cho món ăn; ngoài ra các loại rau xanh như rau muống (kangkong), cải thìa (petsay), cải thảo (petsay wombok), bắp cải (repolyo), cà tím (talong), đậu đũa (sitaw) cũng được dùng phổ biến. Dừa được dùng khắp nơi. Cùi dừa được dùng trong các món tráng miệng, nước cốt dừa (kakang gata) có trong các loại sốt, và dầu dừa được dùng để chiên. Những vụ mùa rau lấy củ bội thu như khoai tây, cà rốt, khoai môn (gabi), khoai mì (kamoteng kahoy), khoai mỡ (ube) và khoai lang (kamote) làm cho các loại này rất sẵn có ở mọi nơi. Hỗn hợp cà chua (kamatis), tỏi (bawang) và hành tây (sibuyas) được dùng trong nhiều món ăn.
Các loại thịt chủ lực gồm gà, lợn, bò và cá. Hải sản cũng được ưa thích với diện tích mặt nước lớn quanh quần đảo này. Các sản phẩm đánh bắt chính gồm cá rô phi, cá da trơn (hito), cá măng biển (bangus), cá mú (lapu-lapu), tôm (hipon), tôm he (sugpo), các loài họ cá thu (galunggong, hasa-hasa), cá kiếm, hào (talaba), sò (tahong), nghêu (halaan và tulya), cua lớn (alimango), cua nhỏ (alimasag), cá tuyết đen, cá ngừ, cá tuyết, cá cờ, mực và cá mực (trong tiếng Philippines đều gọi là pusit). Ngoài ra, tảo biển, bào ngư, lươn cũng được dùng phổ biến.
Cách ăn phổ biến nhất đối với cá là ướp muối, chiên bằng chảo thường hoặc sâu lòng, và đơn giản là ăn với cơm và rau. Chúng cũng có thể được nấu trong nước chua gồm cà chua hoặc me như trong món pangat, hoặc ăn với rau và các thành phần tạo chua làm thành món sinigang, hoặc rim trong giấm và tiêu tạo ra món paksiw, hay cũng có thể nướng than hoặc củi (inihaw). Các cách nấu nướng khác bao gồm escabeche (chua ngọt) và relleno (rút xương và ướp). Cá có thể để lâu bằng các hun khói (tinapa) hoặc phơi khô (tuyo hay daing).
Các món ăn thường kèm theo nước chấm. Món chiên thường được chấm trong giấm, nước tương, nước quất hoặc hỗn hợp của chúng. Patis (nước mắm) được trộn với nước quất chấm cho món hải sản. Nước mắm, mắm cá (bagoong terong), mắm tôm (bagoong alamang) và rễ gừng đập dập (luya) là những gia vị thường được thêm vào món ăn khi nấu hoặc khi dùng.

### Bữa sáng
Bữa ăn sáng truyền thống của Philippines gồm pandesa (bánh mì cuộn nhỏ), kesong puti (phó mát trắng), champorado (cháo gạo sô cô la), sinangag (cơm chiên tỏi), và các món thịt như tapa đặc trưng Philippines, longganisa, tocino, bò nấu ngô hoặc là món cá như daing na bangus (cá măng biển muối khô) hay itlog na pula (trứng vịt muối). Cà phê có loại đặc biệt là loại cà phê Barako được sản xuất từ vùng núi cao Batangas nổi tiếng với vị mạnh.
Các từ kết hợp đã được tạo ra trong tiếng Philippines để gọi các thành phần trong bữa sáng Philippines. Ví dụ như là gọi món kankamtuy nghĩa là gọi kanin (gạo), kamtis (cà chua) và tuyo (cá khô). Ví dụ khác là tapsi: nghĩa là gọi món tapa và sinangag. Các ví dụ khác gồm việc dùng hậu tố silog, thường là các loại thịt ăn với sinangag và itlog (trứng). Ba món điển hình có silog là tapsilog (có tapa là thành phần thịt của bữa ăn), tocilog (có tocino là món thịt) và longsilog (có longganisa là món thịt). Các từ có silog khác là hotsilog (với hot dog- một loại xúc xích), bangsilog (cá măng biển- bangus), dansilog (cá dìa- danggit), spamsilog (với thịt hộp hiệu Spam), adosilog (với adobo), chosilog (với chorizo), chiksilog (với gà), cornsilog (với bò nấu ngô) và litsilog (với thịt lợn quay Tây Ban Nha- lechon). Pankalog là từ thông tục để gọi một bữa sáng có món pandesa, kape (cà phê) và itlog (trứng). Một từ được tạo ra chuyên để gọi các bữa ăn như thế là tapsihan hay tapsilungan.

### Bữa xế
Merienda là một từ du nhập từ Tây Ban Nha để gọi bữa ăn nhẹ hoặc ăn chơi, đặc biệt là vào buổi chiều, tương tự như khái niệm bữa trà chiều. Nếu bữa xế được ăn cận bữa tối thì được gọi là merienda cena và có thể được ăn thay cho bữa tối. Người Philippines có một nhiều loại thức ăn có thể ăn kèm với kape (cà phê): bánh mì và bánh ngọt như pandesa, ensaymada (bánh cuộn bơ ngọt phủ phó mát), hopia (loại bánh ngọt tương tự như bánh trung thu với nhân đậu đỏ nhừ) và empanada (bánh mặn bao thịt). Ngoài ra còn có các loại bánh làm từ gạo nếp (kakanin) như kutsinta, sapin-sapin, palitaw, biko, suman, bibingka và pitsi-pitsi.
Các món mặn ăn vào bữa xế gồm pancit canton (mì xào), palabok (bún với nước sốt tôm), tokwa't baboy (đậu hũ chiên với tai lợn luộc trong nước tương tỏi và nước sốt giấm) và dinuguan (một món hầm cay với tiết lợn) thường được ăn với puto (bánh bột gạo hấp). Há cảo và các loại bánh viên hấp khác do người Phúc Kiến mang đến đã được thêm vào hương vị Philippines và thường được ăn trong bữa xế. Món ăn đường phố, hầu hết là các món được nướng xiên bằng que tre như mực viên, cá viên và nhiều loại khác cũng là lựa chọn phổ biến.